# Alvin Sanders
Alvin Lee Sanders (Oakland, California; 16 de marzo de 1952) es un actor estadounidense. Reside en Vancouver, y es miembro de la junta ejecutiva de la Unión de Artistas Actores de la Columbia Británica (UBCP).

## Biografía
Nacido en 1952 en Oakland, California, Sanders comenzó a actuar en el teatro durante sus años de escuela secundaria entre 1967 y 1970. Tocando así con la compañía del Seattle Repertory Theatre que permite a los jóvenes estudiantes actuar en el escenario y aprender la profesión de actor. Allí conocerá profesionales que lo animarán en esta carrera.
En mayo de 1984, se marcha de su natal California para realizar una obra de teatro en Barkerville, Columbia Británica en Canadá. Se quedó allí y se mudó a Vancouver después de casarse en noviembre de ese mismo año. Obtuvo así la doble nacionalidad canadiense-estadounidense.
Sanders se convirtió en miembro del consejo ejecutivo de la Unión de Artistas Interpretativos de la Columbia Británica (UBCP) en 2001 y en su presidente en 2011. También fue vicepresidente de ACTRA durante siete años, entre 2011 y 2018.
En el 2018, audicionó para interpretar el papel del director Weatherbee en la serie Riverdale. Finalmente fue contratado para interpretar el papel de Pop Tate.

## Filmografía

### Asistente
- 1990 : Capitán N ( Capitán N: El maestro del juego ) : asistente de registro
- 1991 : Azúcar y especia: Heidi:[3] asistente de dirección
- 1991 : Sugar & Spice: Alicia en el país de las maravillas:[4] asistente de dirección

### Cine
- 1991 : Entre padre e hijo ( Nuestro momento brillante ) : Señor Rahill
- 1997 : Dragon Ball Z : El combate fratricida ( Dragon Ball Z: El árbol del poder ) : Cacao
- 1998 : El baile del bebé : agente de seguridad
- 2000 : Tamaño real
- 2000 : Romeo debe morir ( Romeo debe morir ) : Calvin
- 2001 : Como perros y gatos ( Cats & Dogs ) : empleado Mason
- 2002 : Cuestión de coraje ( Puerta a Puerta ) : lustrador de zapatos
- 2003 : Robando la Navidad : cocinero en el café de Dave
- 2007 : Hot-Rod : jefe furioso
- 2014 : Santa Hunters: abuelo
- 2017 : Escala para tres (The Layover) de William H. Macy : piloto de globo aerostático
- 2020 : Amor a primera vista garantizado ( Love, Guaranteed) de Mark Steven Johnson : Jerónimo

### Televisión

#### Series de televisión
- 1989 - 1990 : MacGyver :
  - Ryan ( Temporada 4, Episodio 7 "Muertes programadas" )
  - Diano ( Temporada 5, Episodio 8 "La pista del rinoceronte" )
  - Charles ( Temporada 6, Episodio 6 "Un curso en el mal" )
- 1993 : Expediente X: En las fronteras de la realidad ( Expediente X ) : Alguacil Jason Wright ("F. Emasculata")
- 1995 : Expediente X: En las fronteras de la realidad ( Expediente X ) : Conductor de autobús ("Ángel caído")
- 1999 : Stargate SG-1 : Fred ("Vacaciones")
- 2001 : Smallville : Dale Ross (temporada 1, episodio 1)
- 2002 : Zona Muerta : Director Pelson
- 2005 : Smallville : Dr. Klein (temporada 4, episodio 14)
- 2006 : Sobrenatural : Jimmy Anderson (temporada 1, episodio 13)
- 2010 : HumanTarget : Lowell (1 episodio)
- 2018-presente : Riverdale : Terrence "Pop" Tate
- 2019 : La Dimensión Crepuscular: La Cuarta Dimensión : Tommy (temporada 1, episodio 5)
- 2019 : Superlibro : Dr. Marshall (temporada 4, episodio 13)
- 2019 : Espectáculo hospitalario : Dr. Richardson (temporada 1, episodios 8 y 9)

#### Películas para televisión
- 2009 : Una familia en la tormenta ( Courage ) de George Erschbamer : Alguacil Crawford
- 2011 : El invasor de hierro de Paul Ziller : médico forense
- 2015 : La tienda de los secretos : El vestido de novia : Padre Clark
- 2017 : Una Navidad tradicional ( Christmas Getaway ) de Mel Damski : Sala
- 2018 : Amor a primera vista y delicias ( Falling for You ) de Peter DeLuise : Pete Taves
- 2018 : Camino a la Navidad por Allan Harmon :Mate
- 2018 : Revelaciones para Navidad ( Casarse con Papá Noel ) de David Winning : Pastor Eric Whalen
- 2019 : Misterio 101 de Blair Hayes : Profesor Miller
- 2019 : Amor a primera vista y chocolate ( Easter Under Wraps ) de Gary Yates : Grant Purdy
- 2019 : Un sabor de verano por Peter DeLuise : danny
- 2019 : Un regalo familiar de Navidad por Kevin Fair : Reverendo Williams
- 2019 : Navidad en mi mente por Maclain Nelson : Alex Millas
- 2019 : La tienda de los secretos : Delitos de remate ( Registrados e incautados ) : León Ames
- 2020 : Yo, Kamiyah, secuestrado al nacer ( Robado por mi madre: La historia de Kamiyah Mobley ) por Jeffrey W. Byrd
- 2020 : Navidad en la vid por Paul A. Kaufman : Señor Anderson
- 2020 : El Doctor de Navidad por Kevin Fair : el alcalde

### Doblaje
- 1990 : [[{{{2}}}]] : voix supplémentaires dans la saison 2
- 1990 : Capitain N (Captain N: The Game Master) : voix supplémentaires
- 1990-1991 : He-man, le héros du futur (The New Adventures of He-Man) : Flogg, Tuskador
- 1990-1992 : G.I. Joe : Héros sans frontières (G.I. Joe: A Real American Hero) : Static Line, Stretcher
- 1992 : Battletoads
- 1993-1994 : Double Dragon : Countdown, Blaster
- 1994 : [[{{{2}}}]] : Avery F. Butler
- 1994 : Street Sharks : Les Requins de la ville (Street Sharks) : Voix supplémentaires
- 1994-1996 : Hurricanes : Voix supplémentaires
- 1995 : Rock amis (Littlest Pet Shop) : Voix supplémentaires
- 1995 : [[{{{2}}}]] : Cybron, Nate James/Air Enforcer
- 1996 : Vision d'Escaflowne (The Vision of Escaflowne) : voix supplémentaires
- 1996-2003 : Dragon Ball Z : Mr Popo, voix supplémentaires
- 1997 : [[{{{2}}}]] : Voix supplémentaire
- 1997 : The Puzzle Club Christmas Mystery (court métrage)
- 1998 : RoboCop: Alpha Commando : Voix supplémentaires
- 1999 : Master Keaton : Eugen Hart
- 1999 : [[{{{2}}}]] : Jon Talbain
- 1999-2001 : Sherlock Holmes au XXIIe Siècle (Sherlock Holmes in the 22nd Century) : Voix supplémentaires
- 2000-2003 : InuYasha : Manten
- 2001-2002 : X-Men Evolution : Mirambo, M. Sefton
- 2002 : Transformers: Armada (Super Living-Robot Transformer The Legend of Micron - Transformers: Micron Legend) : Demolishor
- 2003 : Gadget et les Gadgetinis (Gadget and the Gadgetinis) : Général Sir
- 2004 : Transformers: Energon : Demolishor
- 2005 : Classe des Titans (Class of the Titans) : David Johnson
- 2005 : Krypto le superchien (Krypto the Superdog) : Voix supplémentaires
- 2007 : Les Quatre Fantastiques (Fantastic Four : World's Greatest Heroes) : Puppet Master
- 2014 : My Little Pony : Les amies, c'est magique (My Little Pony: Friendship Is Magic) : Flutterguy (dans "Filli Vanilli" : saison 4, épisode 14)

|}

## Honores

### Premios
- 1990-1991 : [[{{{2}}}]] de " Mejor interpretación secundaria de un actor en un musical o una revista por su papel en la obra The Colored Museum [5] .
- 1991-1992 : Premio Jessie de « Rendimiento excepcional (iluminado. Actuación excepcional) por su papel en la obra Driving Miss Daisy.[6]
- 1999-2000 : Premio Jessie de « Rendimiento excepcional por su papel en la obra Of Mice and Men [5]
- 2020 : Premio a la Excelencia John Juliani[6]

## Voces francófonas
Para las versiones francesas, Alvin Sanders es doblado por Jean-Luc Atlan en las películas para televisión Coup de éclair and gourmandises y Iron Invader y la serie Riverdale . Luego los actores de voz varían. : Benoît Allemane en Una familia bajo la tormenta, Thierry Desroses en Escale à trois, Richard Leblond en la serie Human Target : La Cible, y Achille Orsoni en Camino a la Navidad.